# Benedict McCarthy
Benedict Saul "Benni" McCarthy (Ciutat del Cap, 12 de novembre de 1977) és un exfutbolista sud-africà, que jugava de davanter. El 6 de juny del 2013 va anunciar que es retirava del futbol en actiu, el seu últim equip va ser l'Orlando Pirates.
És el màxim golejador de la història de la selecció sud-africana, amb 31 gols. A més a més, també ostenta el record de gols en un partit dels bafana bafana, 4 gols contra Namíbia.

## Trajectòria

### Inicis
Es va iniciar al modest Young Pirates i al Crusaders. Des d'on va fer el salt, amb disset anys, al Seven Stars de la Segona Divisió sud-africana. Va formar part de l'equip que va portar el Seven Stars a la Premier Soccer League. El seu bon paper amb l'Stars, en la competició domèstica i el bon paper a la Copa Àfrica sub-17 del 1997, el van portar a la competició europea. De fet, en aquella Copa Àfrica, disputada al Marroc, Benni va ser el màxim golejador.

### Ajax
El seu traspàs a l'Ajax va ser el catalitzador per a la fusió, el 1999, del Seven Stars amb el Capte Town Spurs, per a formar l'Ajax Cape Town, filial al país del club neerlandès Ajax d'Amsterdam. Amb l'Ajax d'Amsterdam va guanyar una Lliga neerlandesa.

### Celta de Vigo
Després va fitxar pel Celta de Vigo, de la Primera Divisió espanyola. Els gallecs van pagar 6 milions d'euros pel fitxatge, la transferència més alta per un futbolista sud-africà fins eixe moment. La primera temporada amb l'equip gallec va marcar 8 gols en 31 partits, la segona només va jugador dinou partits i no va arribar a marcar cap gol. Finalment, al mercat d'hivern de la temporada 01/02, i després de jugar només dos partits fins aleshores, és cedit al FC Porto, on recupera l'instint golejador. De nou a Vigo, segueix estant a la banqueta, només va disputar 14 partits la temporada 02/03.

### Porto FC
Finalment, el Porto, interessat en el davanter, va pagar 7,8 milions d'euros per fitxar-lo, després d'haver venut Hélder Postiga al Tottenham anglés.
De nou a Portugal, recupera la titularitat. A la temporada 03/04, aconsegueix 20 gols en 23 partits, i és peça clau en la Copa d'Europa que guanya el Porto. La marxa de José Mourinho i posterior arribada a la banqueta lusa de Víctor Fernández, antic entrenador seu al Celta, va fer que el davanter desitjara abandonar el club, cosa que no faria fins a l'estiu del 2006, quan recala al Blackburn Rovers de la Premier League.

### Blackburn
Hi roman quatre temporades i mitja a aquest conjunt anglès, en els quals seria la referència ofensiva, amb 18 gols la temporada 06/07. Al febrer del 2010 marxa al West Ham United FC.

### West Ham
El seu pas pel West Ham va ser molt discret, només va jugar 11 partits en dos anys. L'abril del 2011 va arribar a un acord amb l'equip anglès per rescindir el seu contracte. L'estiu d'aquell mateix any, després de catorze anys a Europa, fitxava per l'Orlando Pirates.

### Orlando Pirates
En el seu primer any amb l'equip sud-africà va conquerir el títol de Lliga, era el segon consecutiu per a l'equip. Es va convertir el primer jugador a guanyar tres lligues diferents en diversos continents. L'estiu del 2013, després de finalitzar el seu contracte de dos anys amb els Pirates, va anunciar la seua retirada.

## Selecció
El 1997 va debutar amb els bafana bafana, va ser contra la Selecció dels Països Baixos.
McCarthy ha estat internacional amb Sud-àfrica en 79 ocasions, marcant 31 gols. Va ser el màxim golejador de la Copa d'Àfrica del 1998, amb set dianes, quatre d'elles en tan sols 13 minuts, front Namíbia.
Va participar en el Mundial de 1998, primer cop en el qual hi acudien els Bafana Bafana. Repetiria al Mundial del 2002 i a la Copa d'Àfrica de 2006.

## Títols
- Ajax
  - Eredivisie: 1997-98
  - Copa KNVB: 1997-98, 1998-99
- Celta de Vigo
  - Copa Intertoto: 2000
- Oporto
  - Lliga portuguesa: 2003-04, 2005-06
  - Taça portuguesa: 2005-06
  - Supercopa Cândido de Oliveira: 2003-04, 2004-05
  - UEFA Champions League: 2003-04
  - Copa Intercontinental: 2004
  - Màxim golejador lliga portuguesa: 2004
- Orlando Pirates
  - Premier Soccer League: 2011-12
  - MTN 8: 2011-12
  - Telkom Knockout: 2011-12
  - Carling Black Label Cup: 2012